# Cultura de Armenia

Bandera de Armenia.

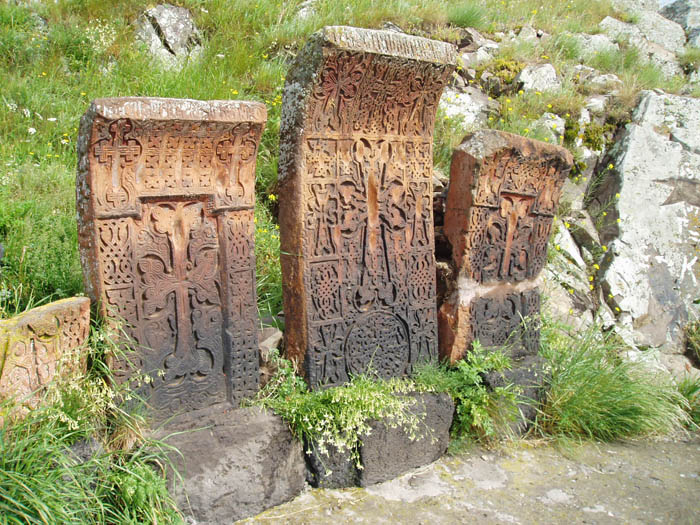
Piedras de Cruz, símbolo de la antigüedad de la cristiandad armenia.

La cultura armenia es una de las más antiguas del mundo, iniciándose en el tercer milenio antes de Cristo. En un momento el Imperio Armenio casi desapareció pero los armenios, como una población inteligente y muy avanzada sobrevivió y empezó de nuevo a dejar sus huellas en el mundo en el que vivimos y hasta ahora lo sigue haciendo. Los armenios tuvieron relaciones aliadas durante diez siglos con Imperio persa, Imperio romano, Imperio otomano, Imperio ruso y, posteriormente, la Unión Soviética; su cultura ha permanecido inalterable hasta nuestros días, siendo el rasgo distintivo de este pueblo y su bien más preciado. Prueba de ello es la conservación de su alfabeto e idioma propios. El 35% de los armenios tenía estudios secundarios y el 32% estudios universitarios. Prueba de este apego a la cultura es la diáspora armenia, que construye escuelas e iglesias propias en todo el mundo. Muchos artistas de la diáspora armenia han sido conocidos internacionalmente como armenios a pesar de estar lejos de su país geográficamente. Actualmente, tras la etapa soviética, Armenia vive un proceso de apertura y de liberalización, pese a las dificultades económicas que esto supone -teniendo en cuenta el embargo económico al que está sometido el país- y el reducido número de la población (aproximadamente 3 millones de personas) el potencial cultural ha permanecido inalterado. Como ejemplo de esto, la Universidad de Medicina de Ereván acoge estudiantes de todos los estados ex soviéticos que desean estudiar en el país; La Galería Nacional Armenia es una de las mayores pinacotecas de la ex Unión Soviética o, como último ejemplo, el Matenadarán, Instituto de Manuscritos Antiguos, es el mayor Instituto de manuscritos del mundo.
Parte del desarrollo cultural actual, se debe a la ayuda de los armenios en la diáspora; ejemplo de esto es la Cascade de Ereván, obra social subvencionada por Gerard Cafesjian que acogerá el Museo de Arte Contemporáneo Cafesjian.

## Arte

### Bellas Artes
La Galería Nacional Armenia en Ereván posee más de 16.000 trabajos que datan desde la Edad Media hasta la actualidad, tanto de artistas armenios como europeos; pero, especialmente, de artistas soviéticos. En la capital existen muchos otros museos dedicados a las artes plásticas como el Museo de Arte Moderno o el Museo Martiros Saryan. Numerosas galerías de arte organizan exposiciones y ventas continuamente, principalmente, alrededor de la Cascade de Ereván. Otros organismos artísticos son la Escuela de Arte Mkhitar Sebastatsi de Ereván; el ACCEA de Ereván (Armenian Center of Contemporary Art) , centro dedicado a la experimentación artística; o la Asociación Artística Utopiana  Archivado el 7 de septiembre de 2007 en Wayback Machine., dedicada a combatir el aislamiento cultural armenio y a desarrollas el arte y la cultura contemporánea. Aparte de los circuitos formales de arte -museos y galerías- existe un gran mercado popular de artesanos de la cerámica y la pintura, algunos de ellos de notable calidad, conocido en la ciudad de Ereván como Vernissage.
Algunos pintores y escultores armenios:
- Ivan Konstantinovitch Aivazovsky
- Toros Roslin
- Ervand Kochar
- Arshile Gorky
- Hovhannes Aivazovsky
- Martiros Saryan
- Minas Avetisian
- Hakob Hakobyan
- Grigor Khandjyan
- Roudolf Khachatrian
- Gevorg Bashinjagyan
- Vramshapuh Shakarian
- Norail Karganyan
- Vladimir Petrosian
- Hakob Gyurjyan
- Ara Alekyan
- Albert Hakobian

### Artes Escénicas

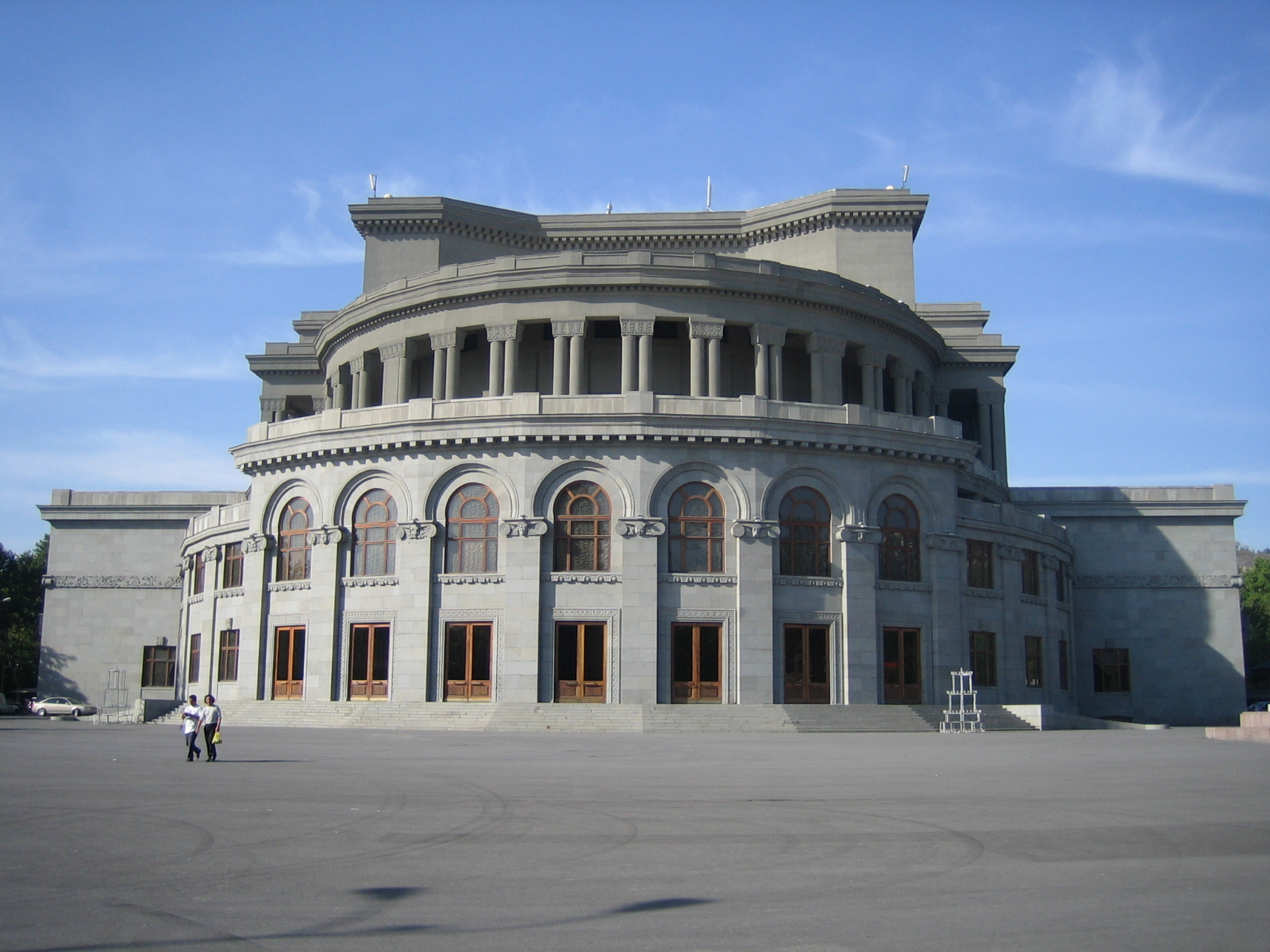
Ópera de Ereván.

El máximo representante del arte escénico armenio, el Teatro Nacional de Ópera y Ballet de Armenia, bajo la dirección del argentino Facundo Agudín y la dirección artística del armenio Geham Grigorian, cuenta con 700 empleados y su coste depende del ministerio de cultura. Durante la etapa soviética fue el teatro más importante después del Teatro Bolshoy de Moscú y el Teatro Kirov-Mariinsky de San Petersburgo. Actualmente, después de las dificultades de la caída soviética y el terremoto de 1988, el teatro pasa por una etapa de revitalización. De igual importáncia es la Orquesta Filarmónica de Armenia
Compositores de música armenios:
- Komitas Vardapet
- Aram Jachaturián
- Ara Gevorgian
- Arno Babadjanyan
- Khachatur Avetissian
- Alan Hovhaness

Músicos:
- Ara Malikian
- Dzhiván Gasparián

Cantantes de Ópera:
- Kohar Kasparian

Coreógrafos:
- Eddy Djololian
- Sarkis Paskalian
- Ohan Armoudian

Bailarines:
- Gayana Shakarián
- Gaik Kadjberounian
- Vagran Ambartsoumian
- Sarkis Paskalian
- Apo Ashjian

Directores de teatro:
Actores:
Enlaces externos:
- Escuela Armenia de Artes Escénicas
- Alianza de Artes Dramáticas Armenias

### Literatura
La literatura comenzó en Armenia alrededor 400 A.D. Crearon a la mayoría de las artes literarias cerca Moses de Khorene, en el 5.º siglo. Con los años los elementos de la literatura han cambiado como las historias y los mitos fueron pasados encendido a través de las generaciones. Durante el siglo XIX, el escritor Mikael Nalbandian trabajó para crear una nueva identidad literaria armenia. El poema de Nalbandian “canción de la muchacha italiana” pudo haber sido la inspiración para el himno nacional armenio, Mer Hayrenik.

### Cine
El Cine de Armenia nació el 16 de abril de 1923, cuando el Comité de Cine del Estado armenio fue creado por el decreto gubernamental.
En marzo de 1924, el primer estudio de cine armenio: Armenfilm (Armenio: Հայֆիլմ  Haykino Ruso: Арменкино Armenkino) fue creado en Ereván, a partir de la Armenia Soviética] en 1924 la primera película documental armenia.
Namus fue la primera película muda y en blanco y negro del cine armenio (1926), dirigida por Hamo Beknazarian y basada en una obra de teatro de Alejandro Shirvanzade que describe la mala suerte de dos amantes, que desde la infancia fueron contratados por sus familiares entre sí, pero a causa de violaciones de namus (una tradición de honor), la muchacha se había casado por su padre con otra persona.
La primera película sonora, Pepo fue creado en 1935, dirigida por Hamo Beknazarian.
Entre los directores más recientes cabe mencionar:
- Serguéi Paradzhánov (Conocido por El Color de Pomegranates)
- Mijaíl Vartanov
- Artavazd Peleshian
- Henrik Malyan

## Religión

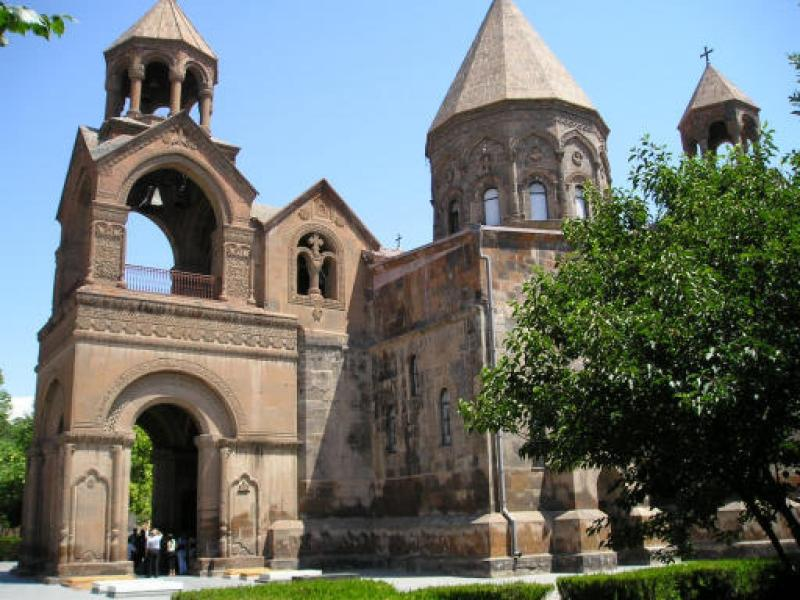
Catedral de Echmiadzin, ciudad santa y sede de la Iglesia apostólica armenia y residencia de Katholikos, cabeza de la Iglesia apostólica armenia. Provincia de Armavir.

Armenia adoptó el cristianismo en el año 301, constituyendo su Iglesia apostólica armenia y siendo el primer país del mundo que adoptaba oficialmente el cristianismo. A pesar de estar rodeados de musulmanes por el este (Azerbaiyán), por el sur (Irán) y por el oeste (Turquía); y por cristianos Ortodoxos por el norte (Georgia), los armenios han mantenido su Iglesia cristiana propia como parte fundamental de su identidad. Incluso los habitantes en países musulmanes -como los 2 millones que vivían en Turquía, antes de su masacre- mantuvieron su religión, a pesar de que supusiera pertenecer a una clase de ciudadanos de segundo orden por no ser convertidos al islam. También durante el ateísmo soviético sobrevivió la Iglesia apostólica armenia hasta nuestros días, esparcida ya por todo por acción de la diáspora.
Existen tres Iglesias Armenias: la Apostólica (fundada en el año 301); la Católica (fundada en 1742) y la Evangélica (fundada en 1846).

## Cultura popular
El elaborado proceso de una boda armenia comienza cuando el hombre y la mujer están prometidos. La familia inmediata del futuro marido (padres, abuelos, y a menudo, tíos y tías) van a la casa de la mujer para pedir permiso al padre de ésta para que la relación continúe y prospere. Una vez que se consigue el permiso, el hombre entrega a la mujer un anillo de compromiso, para hacerlo oficial. Para celebrar el acuerdo familiar, la familia de la mujer abre una botella de coñac armenio. Tras estar prometidos, muchas familias eligen dar una fiesta de compromiso. La familia de la chica es la que planea, organiza y paga la fiesta. Hay muy poca colaboración por parte de la familia del marido. En la fiesta, un sacerdote bendice a los futuros esposos, tras lo cual éstos se intercambian anillos en la mano derecha (el anillo se cambia a la mano izquierda tras la boda). El tiempo habitual de espera hasta el matrimonio es de un año. Al contrario de lo que ocurre en otras culturas, el hombre y su familia pagan la boda. La planificación y organización suele quedar a cargo de los novios.

### Música
El instrumento musical por excelencia propio del folcolore armenio es el duduk; similar a una flauta, realizado en madera. Habitualmente, el duduk es acompañado de instrumentos de cuerda y percusión. En la actualidad, Djivan Gasparyan es uno de los más conocidos y reconocidos intérpretes de este instrumento. Las melodías en duduk suelen crear una atmósfera melancólica y bucólica.

### Danza

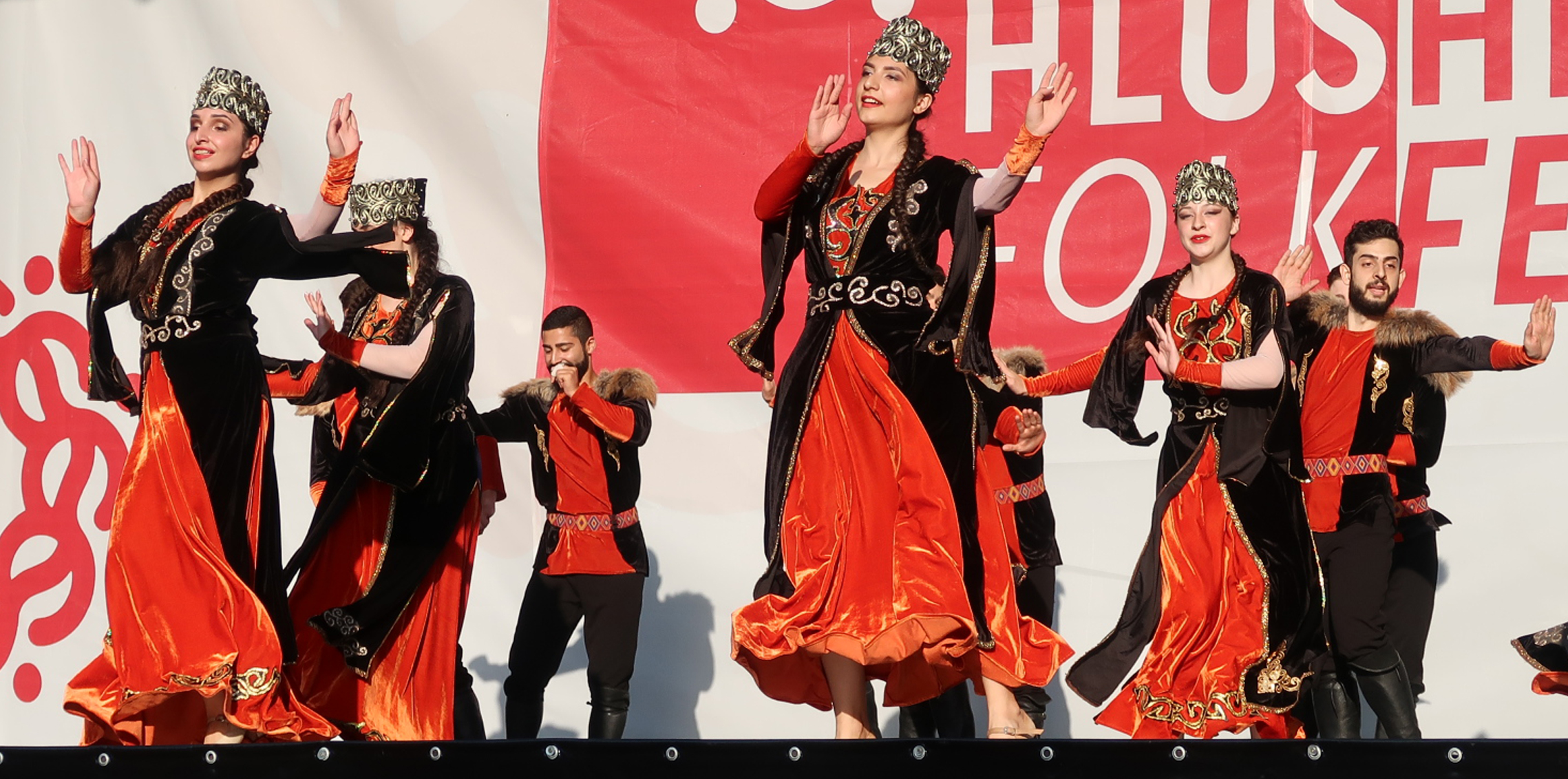
Bailarines armenios.

La danza más popular de Armenia es el ´´Khochari``.La bailan muchas veces en actuaciones.El Kochari es una danza étnica originaria de Armenia. Bordeado por Turquía, Georgia, Azerbaiyán e Irán, los armenios son de Oriente Medio con una larga historia y la cultura cristiana. Armenios que solía ser una minoría cristiana en el Imperio Otomano musulmán (ahora la actual Turquía). La danza agresiva y vigorosa Kochari se remonta a la época en que los armenios estaban en desacuerdo con sus gobernantes. Origen geográfico; Este baile popular se originó en las provincias de Kars y Artvin de lo que hoy es Turquía (las zonas fronterizas justo enfrente de la actual Armenia). El Kochari no se bailaba por estas zonas más, ya que los armenios fueron expulsados por los turcos en las postrimerías de la Primera Guerra Mundial, época de origen, los armenios comenzaron a bailar toda la Kochari en el siglo XIX, cuando la represión por el Imperio Otomano era particularmente brutal. La danza se baila a ritmo de 2/4. Los bailarines forman un círculo cerrado, poniendo sus manos sobre los hombros del otro. Esto puede simbolizar la alienación que esta comunidad minoritaria sentí en el momento del nacimiento de la danza,. Lo que parece; La danza es bailada por hombres y mujeres y está destinado a ser intimidante. Las formas más modernas de Kochari han añadido un “paso de trémolo”, que consiste en sacudir el cuerpo entero;. Significado de los nombres, La danza emigrado al este después de armenios fueron expulsados de Turquía. Este movimiento es apropiado para su nombre, que en varios idiomas turco significa “nómada;. Hoy Kochari; La danza sigue siendo popular en Armenia y se baila en las funciones oficiales, según el periódico armenio” Asbarez.

### Leyendas
La leyenda armenia más popular se trata de la epopeya de David de Sasún (Սասունցի Դավիթ en armenio); que cuenta como el joven David lucha contra la ocupación egipcia consiguiendo la libertad para el pueblo armenio. Esta leyenda se ha transmitido de forma oral desde el siglo VIII y no fue escrita hasta 1873. Hovhannes Tumanian lo reescribió en forma de poema épico en 1902 .

### Gastronomía

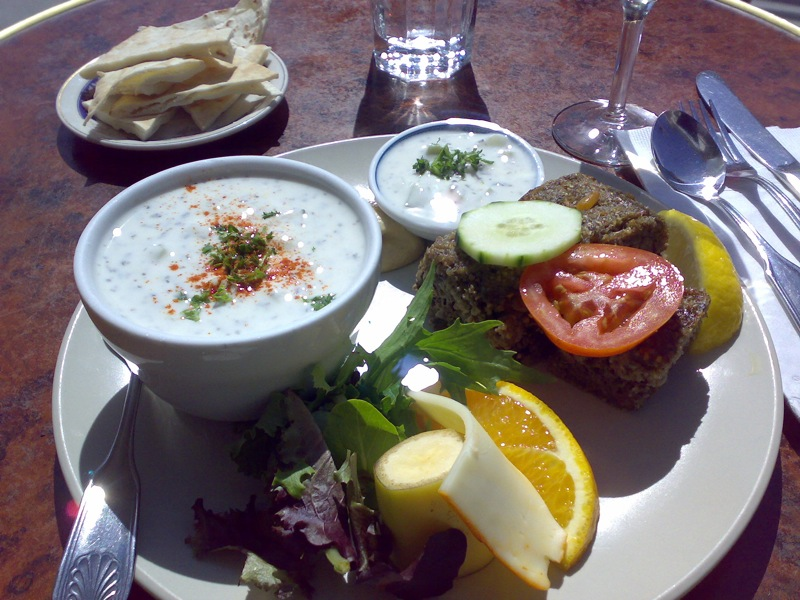
La famosa sopa de yogur (Spas) armenia con un kibbeh

La cocina armenia influenció en la gastronomía mediterránea (como el kebab, expandido después por Grecia y Turquía), en la caucásica (lácteos), tomó ejemplos de la cocina rusa (como, por ejemplo, el vodka) y persa (como algunos postres a partir de dátiles y pistachos). Cabe destacar el coñac armenio que fue considerado el mejor coñac (brandy) del mundo por varios expertos y ganando concursos por todo el mundo, sólo superado en fama por el brandy francés por su gran comercialización.
Es especialmente recurrente el yogur, que se utiliza para ensaladas, salsas o sopas, la carne de cordero (generalmente asada), las frutas (especialmente el albaricoque), los pescados de agua dulce (principalmente trucha), el trigo o las especias como, por ejemplo, el comino. Algunas particularidades armenias son el coñac o el lavash.

## Historia de la Cultura Armenia

### Historia Antigua
El nacimiento de la cultura armenia puede situarse en el inicio de la cultura en sí misma. Antes de establecerse los armenios en la región, vivían en el país hombres con una civilización desarrollada de acuerdo con la cultura de la época: los arqueólogos han descubierto en territorio armenio cuchillos, puntas de lanza y otros utensilios de la época paleolítica que se consideran los más antiguos de la antigua Unión Soviética, así como objetos de piedra y de arcilla de la época neolítica. En algunas regiones se han conservado viviendas datadas en el tercer milenio antes de Cristo, así como restos de cereales, molinillos de mano y evidencias de ganadería. La cultura del bronce estuvo muy desarrollada y se considera Armenia como la región donde nació la Cultura del Hierro.

### Bajo el yugo de los Imperios
A través de los años Armenia ha desarrollado una cultura moderna, única y acertada. Muchos aspectos de la cultura se basan en geografía, literatura, danza, y música. La cultura es similar pero distinta de muchos de los países que delimita como por ejemplo Rusia, Georgia, e Irán así como naciones mediterráneas por ejemplo Grecia, e Italia. La cultura armenia tiene fuertes influencias de sus vecinos del este, así como una influencia subyacente de Europa al oeste.

## Organizaciones Culturales
Espacio Cultural de la Asociación Cultural Armenia. 